# Corteccia premotoria
La corteccia premotoria è una regione della corteccia motoria posta nel lobo frontale anteriormente alla corteccia motoria primaria. Occupa parte dell'area 6 di Brodmann. È stata studiata soprattutto nei primati, anche scimmie ed umani.
Le sue funzioni sono varie e non completamente chiare. Fuoriesce dal midollo spinale e lì potrebbe avere un ruolo nel controllo del comportamento, con relativo controllo sui muscoli del tronco. Potrebbe anche avere un ruolo nella pianificazione dei movimenti, nel guidarli nello spazio, nel capire le azioni altrui, e nell'usare regole astratte per portare a termine compiti specifici. Varie subregioni della corteccia premotoria hanno proprietà diverse e probabilmente guidano funzioni diverse.

## Struttura
La corteccia premotoria occupa parte dell'area 6 di Brodmann, che si trova sulla superficie laterale dell'emisfero cerebrale. L'area motoria supplementare (MII o SMA) è localizzata sulla estensione mediale dell'area 6 verso la linea mediana dell'emisfero. La corteccia premotoria può essere distinta dalla corteccia motoria primaria (area 4 di Brodmann), che è situata posteriormente, grazie a due principali markers anatomici. In primo luogo, il V strato della corteccia motoria primaria contiene alcune cellule piramidali giganti chiamate cellule di Betz, mentre nella corteccia premotoria le cellule piramidali giganti sono più piccole e più rare. In secondo luogo, la corteccia motoria primaria è agranulare: manca il IV strato; mentre la corteccia premotoria è disgranulare cioè contiene un IV strato sottile. La corteccia premotoria può essere distinta dall'area 46 di Brodmann della corteccia prefrontale, che è situata anteriormente, perché l'area 46 ha uno strato granulare completamente formato. La corteccia premotoria è quindi una zona di transizione tra la corteccia motoria agranulare e la corteccia granulare prefrontale a sei strati. La corteccia premotoria è stata divisa in sottoregioni più piccole sulla base della citoarchitettura (l'aspetto della corteccia al microscopio), della citoistochimica (il modo in cui la corteccia appare se colorata con diverse sostanze chimiche), della connettività anatomica alle altre aree del cervello, e delle proprietà fisiologiche.
La connettività della corteccia premotoria è varia, in parte perché quest'area è costituita da sottoregioni eterogenee e diverse fra loro che hanno connessioni diverse. In generale, la corteccia premotoria si connette in via afferente (in entrata) ed efferente (in uscita), con la corteccia motoria primaria, l'area motoria supplementare, la corteccia parietale superiore e inferiore, e la corteccia prefrontale. A livello subcorticale proietta tra l'altro al midollo spinale, striato e talamo.
Generalmente a corteccia premotoria comprende quattro sezioni. Le due aree principali sono la corteccia premotoria superiore (dorsale) e inferiore (ventrale), ognuna di queste aree è poi ulteriormente divisa in una subregione vicina alla parte anteriore del cervello (corteccia premotoria rostrale) e una subregione vicina alla parte posteriore del cervello (corteccia premotoria caudale). Per indicare le diverse sezioni si utilizzano una serie di acronimi derivati dall'inglese: PMDr (premotoria dorsale, rostrale),  PMDc (premotoria dorsale, caudale),  PMVr (premotoria ventrale, rostrale), PMVc (premotoria ventrale, caudale). Alcuni ricercatori, specialmente quelli che studiano le aree premotorie ventrali, usano una terminologia differente. Utilizzano il numero 7 oppure la sigla F7 per la PMDr,  F2 per la PMDc; F5 per la PMVr ed F4 per la PMVc. La suddivisione della corteccia premotoria era stata originariamente descritta e studiata nel cervello delle scimmie. Non è chiaro esattamente come possano corrispondere al cervello umano o se l'organizzazione di quest'ultimo sia in qualche modo differente.

### PMDc (F2)
La PMDC ha un ruolo nella pianificazione dei movimenti atti a raggiungere un obiettivo. I neuroni della PMDC sono attivi durante gli spostamenti. Dopo aver osservato delle scimmie addestrate a raggiungere una serie di località a partire da una posizione centrale, si nota che i neuroni PMDC sono attivi non solo durante la pianificazione del percorso ma anche durante lo svolgersi del percorso stesso. I neuroni sono ampiamente sintonizzati, e vengono attivati in misura massiccia quando la scimmia percorre una direzione specifica, mentre sono meno attivi mentre percorre le altre direzioni. La stimolazione elettrica del PMDC evoca un movimento complesso della spalla, del braccio e della mano che assomiglia a quello messo in atto quando ci si prepara ad afferrare qualcosa con la mano aperta.

### PMDr (F7)
La PMDR ha un ruolo nella comprensione delle associazioni fra stimoli sensoriali arbitrari e movimenti specifici, oltre che nell'apprendimento delle risposte arbitrarie. Questa caratteristica lo rende somigliante alla corteccia prefrontale più di altre parti della corteccia motoria. Probabilmente ha anche un ruolo nella gestione del movimento oculare. La stimolazione elettrica nel PMDR evoca movimenti degli occhi e l'attività neuronale nel PMDR può essere modulata attraverso i movimenti degli occhi.

### PMVc (F4)
La PMVc riveste un ruolo d'interesse nella guida sensoriale del movimento. I neuroni dell'area reagiscono agli stimoli tattili, visivi e uditivi. Questi neuroni sono particolarmente sensibili agli oggetti presenti nello spazio circostante al corpo, il cosiddetto spazio peripersonale. La stimolazione elettrica dei neuroni PMVc provoca un movimento difensivo apparente volto a proteggere il corpo. Questa regione premotoria è parte di un circuito più grande che calibra i movimenti rispetto agli oggetti circostanti in modo tale da mantenere un margine di sicurezza intorno al soggetto.

### PMVr (F5)
La PMVR ha un ruolo nella gestione dei movimenti della mano quando è procinto di afferrare un oggetto, e nelle interazioni tra la mano e la bocca. La stimolazione elettrica di alcune parti della F5 evoca il movimento della mano verso la bocca, la chiusura della mano, l'orientamento della mano verso la bocca, il movimento del collo per allineare la bocca alla mano e l'apertura della bocca.  Rizzolatti e colleghi hanno scoperto la presenza di neuroni specchio nella zona F5 del cervello di scimmia. Questi neuroni si attivano quando la scimmia afferra un oggetto o quando la scimmia guarda un ricercatore afferrare un oggetto nello stesso modo. Perciò si tratta di neuroni sia sensoriali che motori. I neuroni specchio svolgono un ruolo nella comprensione delle azioni altrui, che avviene attraverso l'imitazione dei gesti col pensiero usando i circuiti cerebrali del controllo motorio.

## Storia
In seguito ai primi studi sulla corteccia motoria, i ricercatori riconoscono solo una parte corticale coinvolta nel controllo motorio. Nel 1905, Campbell ipotizza la presenza di due diverse aree motorie: una corteccia motoria primaria e una corteccia motoria intermedia precentrale. I suoi ragionamenti sono essenzialmente basati sulla citoarchitettura, (la corteccia motoria primaria contiene cellule giganti note come cellule di Betz, che sono invece rare o assenti nella corteccia adiacente).
Nel 1919, Brodmann, attraverso criteri simili, divide questa zona in area 4, sovrapponibile alle corteccia motoria primaria, e area 6, sovrapponibile alla corteccia premotoria.
Sempre nel 1919, anche Vogt e Vogt avanzano l'ipotesi che la corteccia motoria sia divisa in una corteccia motoria primaria (area 4) e una corteccia motoria superiore adiacente. I due coniugi propongono poi un'ulteriore divisione dell'area 6 in una parte dorsale 6a e una parte ventrale 6b. La parte dorsale viene a sua volta divisa in un'area 6a-alfa (la parte posteriore adiacente alla corteccia motoria primaria) e un'area 6a-beta (la parte anteriore adiacente alla corteccia prefrontale). Queste aree corticali sono organizzate gerarchicamente, la 6a-beta controlla i movimenti complessi, la 6a-alfa ha proprietà intermedie, e la corteccia primaria controlla i movimenti semplici. Vogt e Vogt sono stati i primi ad aver sviluppato l'idea della corteccia premotoria caudale (6a-alfa) e rostrale (6b-beta).
Nel 1935, Fulton aiuta a consolidare la distinzione tra la corteccia premotoria primaria (area 4) e la corteccia premotoria (area 6). Le sue tesi si basano sullo studio delle lesioni cerebrali nelle scimmie. Non è chiaro da dove provenga il termine "premotorio" o chi lo ha usato per primo, ma è stato Fulton a renderlo popolare. A lui si deve anche la tesi dell'assenza di una gerarchia assoluta tra corteccia premotoria e corteccia motoria primaria. Secondo Fulton sia la corteccia primaria che la corteccia premotoria proiettano direttamente al midollo spinale, e ciascuna è capace di controllare i movimenti anche in assenza dell'altra. In sintesi, i due campi corticali operano almeno parzialmente in parallelo, senza una gerarchia ben definita. Questo parallelismo è stato notato fin dal 1919 da Vogt e Vogt,  e poi enfatizzato da Fulton.
Nel 1937, Penfield si trova in disaccordo con la tesi riguardante l'esistenza della corteccia premotoria, e sostiene l'assenza di distinzione funzionale tra l'area motoria e l'area premotoria, che secondo la sua visione fanno parte della stessa area. La parte più posteriore, l'area 4, è attiva nella gestione delle mani e delle dita, mentre la parte anteriore gestisce la muscolatura del collo e della schiena.
Nel 1956, Woolsey, dopo aver studiato la mappa motoria nelle scimmie, consolida le tesi riguardanti l'assenza di distinzione tra corteccia motoria primaria e corteccia premotoria. Propone una singola mappa dell'area, chiamata M1, che contiene sia la corteccia motoria primaria sia la corteccia premotoria. La corteccia motoria mediale, che oggi è nota come area motoria supplementare, viene chiamata M2. Nel 1960, a causa degli studi di Penfield sul cervello umano e di Woolsey sul cervello della scimmia, l'idea dell'esistenza di una corteccia motoria primaria scompare dalla letteratura. La M1 viene considerata l'unica area motoria, dotata di proprietà complesse e disposta lungo il solco centrale.
L'ipotesi di una corteccia premotoria separata riemerge solo nel 1980, quando diverse linee di ricerca stabiliscono che la corteccia premotoria ha proprietà diverse dall'adicente corteccia motoria primaria. Nel 1980 Roland e colleghi studiano la corteccia premotoria dorsale e l'area motoria supplementare negli umani, monitorando il flusso sanguigno tramite uno scanner ad emissione di positroni. Lo studio evidenzia che quando i soggetti si trovano a dover eseguire movimenti complessi guidati dai sensi o a seguire delle istruzioni verbali, il flusso sanguigno nella corteccia premotoria dorsale aumenta. Quando i soggetti pensano a sequenze di movimenti, ricreandoli attraverso il pensiero, viene misurato un flusso maggiore di sangue nell'area motoria supplementare. Quando i soggetti eseguono movimenti semplici che richiedono minore pianificazione, come ad esempio toccare un oggetto con la mano, viene misurato un minor flusso sanguigno nella corteccia premotoria primaria. Quindi la corteccia motoria primaria è coinvolta in maniera più significativa nell'esecuzione di movimenti semplici, la corteccia premotoria nella guida dei movimenti, e l'area motoria supplementare nell'internalizzazione dei movimenti.
Nel 1982, Wise e i suoi colleghi eseguono degli studi sulla corteccia premotoria delle scimmie. Le scimmie studiate vengono addestrate ad eseguire delle operazioni, effettuando dei movimenti in risposta a istruzioni sensoriali. Durante l'esercizio, i neuroni della corteccia premotoria si attivano in risposta agli stimoli sensoriali, l'attività permane anche pochi secondi dopo o durante la preparazione mentale del movimento che precede l'esecuzione. I neuroni della corteccia motoria primaria si mostrano meno attivi nella fase di preparazione, mentre sono più attivi durante il movimento stesso. Ciò implica che la corteccia premotoria dorsale è coinvolta nella pianificazione e preparazione del movimento, mentre la corteccia motoria primaria è coinvolta nell'esecuzione del movimento.
Nel 1985, Rizzolatti e colleghi dividono la corteccia in quattro campi basati sulla citoarchitettonica: due dorsali e due ventrali. Successivamente studiano le proprietà dell'area premotoria ventrale, identificando proprietà tattili, visuali e motorie di natura complessa (vedi le divisioni della corteccia premotoria).
Sono state individuate almeno tre rappresentazioni della mano nella corteccia premotoria: una nella corteccia primaria, una nella corteccia premotoria ventrale, e una nella corteccia premotoria dorsale. Questo implica che esistano almeno tre differenti aree corticali, ognuna delle quali esegue la sua funzione in relazione alle dita e al polso. Per queste e altre ragioni, è emerso un certo consenso sul fatto che la corteccia motoria laterale non consista in una semplice e unica mappa del corpo, ma che contenga invece subregioni multiple che includono la corteccia motoria primaria e alcune aree premotorie. Queste aree premotorie hanno diverse proprietà: alcune proiettano al midollo spinale e giocano un ruolo diretto nel controllo dei movimenti, cosa che le altre non fanno. Si discute ancora sul fatto che queste aree corticali siano o meno organizzate secondo una gerarchia, o se abbiano relazioni più complesse.
Graziano e colleghi suggeriscono un principio alternativo di organizzazione della corteccia motoria primaria e della parte caudale della corteccia premotoria (tutte le regioni che proiettano direttamente al midollo spinale e che sono state incluse nella definizione di M1 di Penfield e Woolsey). Secondo questa teoria alternativa la corteccia motoria primaria è organizzata secondo il repertorio comportamentale naturale. La natura complicata e multiforme del repertorio comportamentale ha come risultato una mappa complicata ed eterogenea della corteccia, dove parti differenti del repertorio dei movimenti sono gestite da diverse subregioni corticali. Altri movimenti complessi, come raggiungere un obbiettivo o arrampicarsi, richiedono la coordinazione tra le parti del corpo, l'elaborazione di variabili complesse, il monitoraggio degli oggetti vicini al corpo, e la pianificazione di cosa avverrà nel futuro. Altre parti del repertorio dei movimenti, come manipolare gli oggetti con le dita dopo averli presi, o manipolare un oggetto con la bocca, richiedono meno pianificazione, pochi calcoli delle traiettorie spaziali, e maggiore controllo delle singole rotazioni articolari e della forza muscolare. In questa visione, i movimenti più complessi, specialmente quelli multi-segmentali, vengono gestiti dalla parte più anteriore della mappa motoria, infatti questa corteccia si occupa della muscolatura della schiena e del collo, e collega le parti del corpo coordinate tra loro. Le parti più semplici del repertorio dei movimenti si focalizzano sulla muscolatura distale e sono gestite dalla corteccia posteriore. In questa visione alternativa, i movimenti meno complessi sono gestiti dalla corteccia motoria primaria e i movimenti più complessi sono gestiti dalla corteccia premotoria caudale. Questa differenza non implica necessariamente un controllo gerarchico. Secondo questa teoria, le regioni differiscono tra loro e sono a loro volta formate da subregioni con differenti proprietà, visto che lo stesso repertorio dei movimenti è di per sé eterogeneo.